# Кольонія-Раценцин
Кольонія-Раценцин (пол. Kolonia Racięcin) — село в Польщі, у гміні Вежбінек Конінського повіту Великопольського воєводства.
Населення — 143 особи (2011).
У 1975-1998 роках село належало до Конінського воєводства.

## Демографія
Демографічна структура станом на 31 березня 2011 року:
|          | Загалом | Допрацездатний вік | Працездатний вік | Постпрацездатний вік |
| -------- | ------- | ------------------ | ---------------- | -------------------- |
| Чоловіки | 68      | 15                 | 45               | 8                    |
| Жінки    | 75      | 20                 | 36               | 19                   |
| Разом    | 143     | 35                 | 81               | 27                   |